# Dino Prižmić
Dino Prižmić (* 5. August 2005 in Split) ist ein kroatischer Tennisspieler.

## Karriere
Prižmić ist bis Ende 2023 auf der ITF Junior Tour spielberechtigt, er spielte aber Mitte 2022 das letzte Mal dort. In der Jugend-Rangliste war seine höchste Notierung bislang der 9. Rang, den er im Juli 2022 erreichte. Sein bestes Ergebnis bei Grand-Slam-Turnieren war das Erreichen des Halbfinals der French Open, wo er gegen den späteren Turniersieger Gabriel Debru verlor.
Bei den Profis spielte Prižmić seine ersten drei Turniere auf der ITF Future Tour 2021, die er alle zum Auftakt verlor. Anfang 2022 konnte er sein erstes Viertelfinale erreichen sowie im April das erste Endspiel. Auf der höher dotierten ATP Challenger Tour gewann er sein erstes Match auf diesem Niveau gegen die Nummer 285 Denis Istomin. Auf der ATP Tour erhielt er im Juli eine Wildcard für das Turnier in Umag. Er musste sein Erstrundenmatch gegen Bernabé Zapata Miralles im zweiten Satz aufgeben. Seine Platzierung von Rang 815 in der Weltrangliste konnte der Kroate im letzten Viertel des Jahres noch steigern, indem er vier Future-Titel gewann, drei davon nacheinander.

## Erfolge
| Legende (Anzahl der Siege) |
| Grand Slam                 |
| ATP Finals                 |
| ATP Tour Masters 1000      |
| ATP Tour 500               |
| ATP Tour 250               |
| ATP Challenger Tour (3)    |

### Einzel

#### Turniersiege
| Nr. | Datum           | Turnier    | Belag | Finalgegner      | Ergebnis   |
| --- | --------------- | ---------- | ----- | ---------------- | ---------- |
| 1.  | 13. August 2023 | Banja Luka | Sand  | Kimmer Coppejans | 6:2, 6:3   |
| 2.  | 17. Mai 2025    | Zagreb     | Sand  | Luca Van Assche  | 6:2 aufgg. |
| 3.  | 15. Juni 2025   | Bratislava | Sand  | Valentin Royer   | 6:4, 7:66  |